# Laura Hernández
Laura Hernández fue una actriz y bataclana española radicada en Argentina.

## Carrera
Laura Hernández fue una notable actriz de cine, teatro y televisión que incursionó esporádicamente en las décadas del siglo '20 y '30.

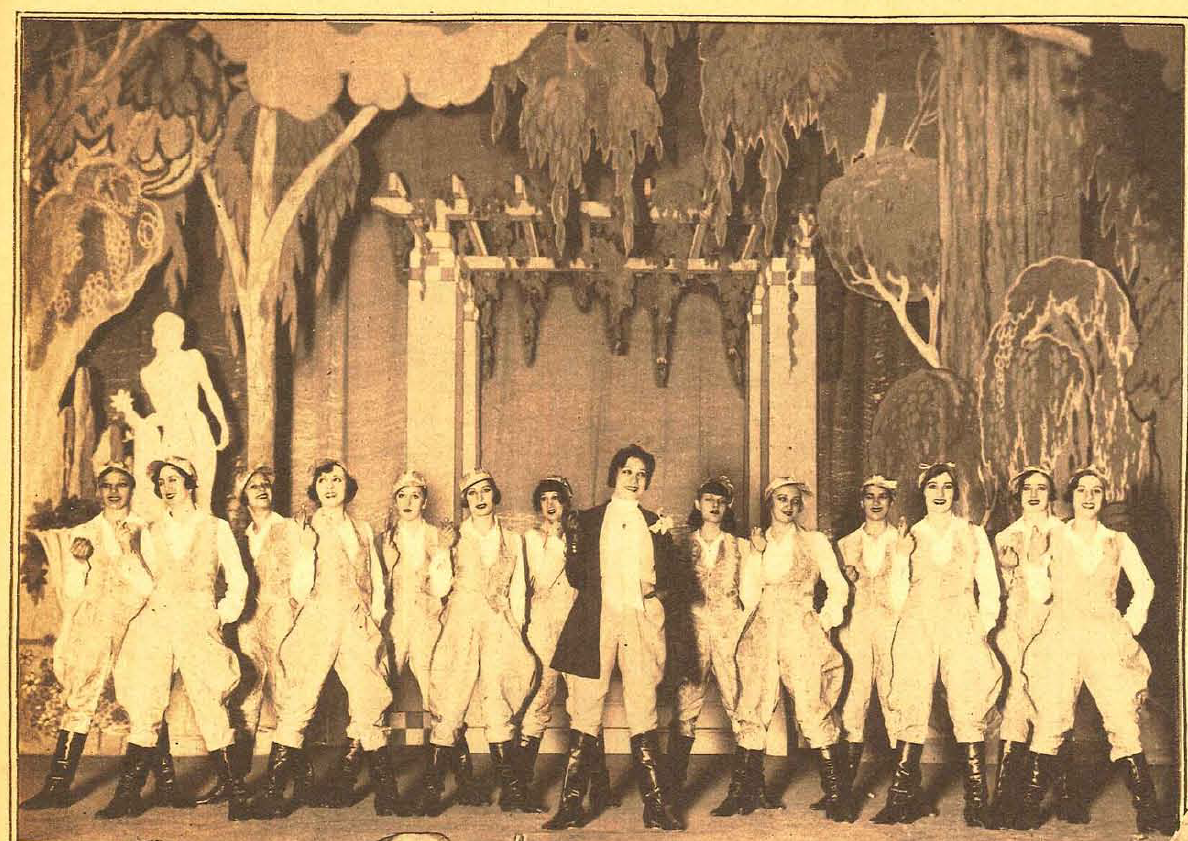
Laura Hernández y segundas tiples del Fémina, en el cuadro "Palermo matinal" de la revista "La futura presidencia". Revista semanal de La Nación, 22 de junio de 1930.

En teatro brilló en el género revisteril principalmente como figura femenina, primera triple y una de las primeras vedettes representantes del Teatro Maipo. Integra en mayo de 1927 la Compañía Argentina de Grandes Revistas que había formado el empresario Humberto Cairo donde estaban también Encarnación Fernández, Perla Grecco, Inés Murray y Héctor Quintanilla, el inolvidable Enrique Delfino (Delfi) como humorista musical, a The Crawford Sisters, famosas bailarinas de color, María Esther Gamas y la corista Pichina Ventura. También formó parte de la Compañía teatral del primer actor español Bernardino Terés.
En la pantalla grande tuvo una labor breve en las películas Nace un amor de 1937 con José Gola, Roberto Fugazot e Inés Murray. Luego apareció en 1939 con ...Y los sueños pasan junto a Santiago Arrieta.

## Vida privada
Estuvo casada por muchos años con el director de orquesta Matias Lopez, con quien tuvo un hijo y luego estuvo con el primer actor argentino de cine y teatro Héctor Calcaño con quien trabajó en televisión en algunos teleteatros.

## Filmografía
- 1920: Dos joyas, donde la actriz muestra su casa "La Esmeralda".
- 1937: Nace un amor.
- 1939: ...Y los sueños pasan.

## Televisión
- 1956: Doña Vitaminas, de Adolfo Torrado, con Olinda Bozán y Héctor Calcaño.

## Teatro
- 1927: Esto es Buenos Aires, en el que sorprendió al público con  el cuadro "El cenit estilizado", revista original de A. Botta y H. Oriac,
- 1927: Cabecitas locas, con Perla Grecco y Pepe Arias.
- 1931: ¡Pa’ el 32 estos es jauja¡, con Pepe Arias.
- 1933: Un criollo de hoy en el virreinato.
- 1934: El día que tu me quieras.
- 1934: Quisieras que tu me odiaras, con la Compañía Argentina de Revistas y Espectáculos Musicales, junto a Pedro Quartucci, Marcos Caplán, Eloy Álvarez, Juan de Casenave, Victoria Cuenca, Chola Asencio, Amelia Padrón y Clara Rubín.
- 1937: Esto. . . lo hizo Dios, junto al actor Antonio Daglio.